# Maire (titre finlandais)
Pour les articles homonymes, voir Maire (homonymie).
Le titre de Maire (finnois : Kaupunginjohtajan nimi ja arvo) est un titre honorifique décerné par le Président de la République en Finlande.

## Présentation
Le titre a été décerné pour la première fois en 1948 au maire de Viipuri Arno Tuurna.

## Lauréats
| Nro | Date       | Personne           | Métier ou titre            | Résidence   | Réf.  |
| --- | ---------- | ------------------ | -------------------------- | ----------- | ----- |
| 1.  | 23.12.1948 | Arno Tuurna        | maire, varatuomari         |             | [ 2 ] |
| 2.  | 17.12.1954 | Erik von Frenckell | maire-adjoint              | Helsinki    | [ 2 ] |
| 3.  | 27.4.1956  | A. B. Tammivaara   | maire, diplomi-insinööri   | Rauma       | [ 2 ] |
| 4.  | 29.6.1962  | Eino Jalmari Leino | Ancien maire, varatuomari  | Oulu        | [ 2 ] |
| 5.  | 31.1.1964  | Eino Waronen       | maire-adjoint              | Helsinki    | [ 2 ] |
| 6.  | 26.11.1976 | Pertti Viljanen    | maire-adjoint              | Hämeenlinna | [ 2 ] |
| 7.  | 16.6.1978  | A. K. Loimaranta   | maire-adjoint              | Helsinki    | [ 2 ] |
| 8.  | 5.12.1980  | Osmo Leino         | maire-adjoint              | Kotka       | [ 2 ] |
| 9.  | 1.7.1988   | Pentti Halonen     | maire-adjoint              | Tampere     | [ 2 ] |
| 10. | 1.7.1988   | Gunnar Smeds       | maire-adjoint              | Helsinki    | [ 2 ] |
| 11. | 4.2.1992   | Mikko Sävelä       | maire-adjoint, varatuomari | Pori        | [ 2 ] |
| 12. | 1.12.1995  | Erkki Veräjänkorva | maire-adjoint              | Vantaa      | [ 2 ] |
| 13. | 15.11.1996 | Seppo Suuripää     | directeur de l'indutrie    | Tampere     | [ 2 ] |
| 14. | 30.5.1997  | Nils Forsell       | ancien maire, varatuomari  | Tammisaari  | [ 2 ] |
| 15. | 1.12.2000  | Antti Moisio       | maire-adjoint              | Espoo       | [ 2 ] |
| 16. | 23.5.2001  | Seppo Surakka      | directeur                  | Joensuu     | [ 2 ] |
| 17. | 25.11.2002 | Reijo Hautala      | maire-adjoint              | Tampere     | [ 2 ] |
| 18. | 30.11.2007 | Bengt Strandin     | maire-adjoint              | Vaasa       | [ 2 ] |
| 19. | 26.11.2010 | Jorma Auvinen      | directeur                  | Savonlinna  | [ 2 ] |
| 20. | 19.12.2014 | Kalervo Ukkola     | lobbyiste                  | Oulu        | ,     |